# Villa Agnedo

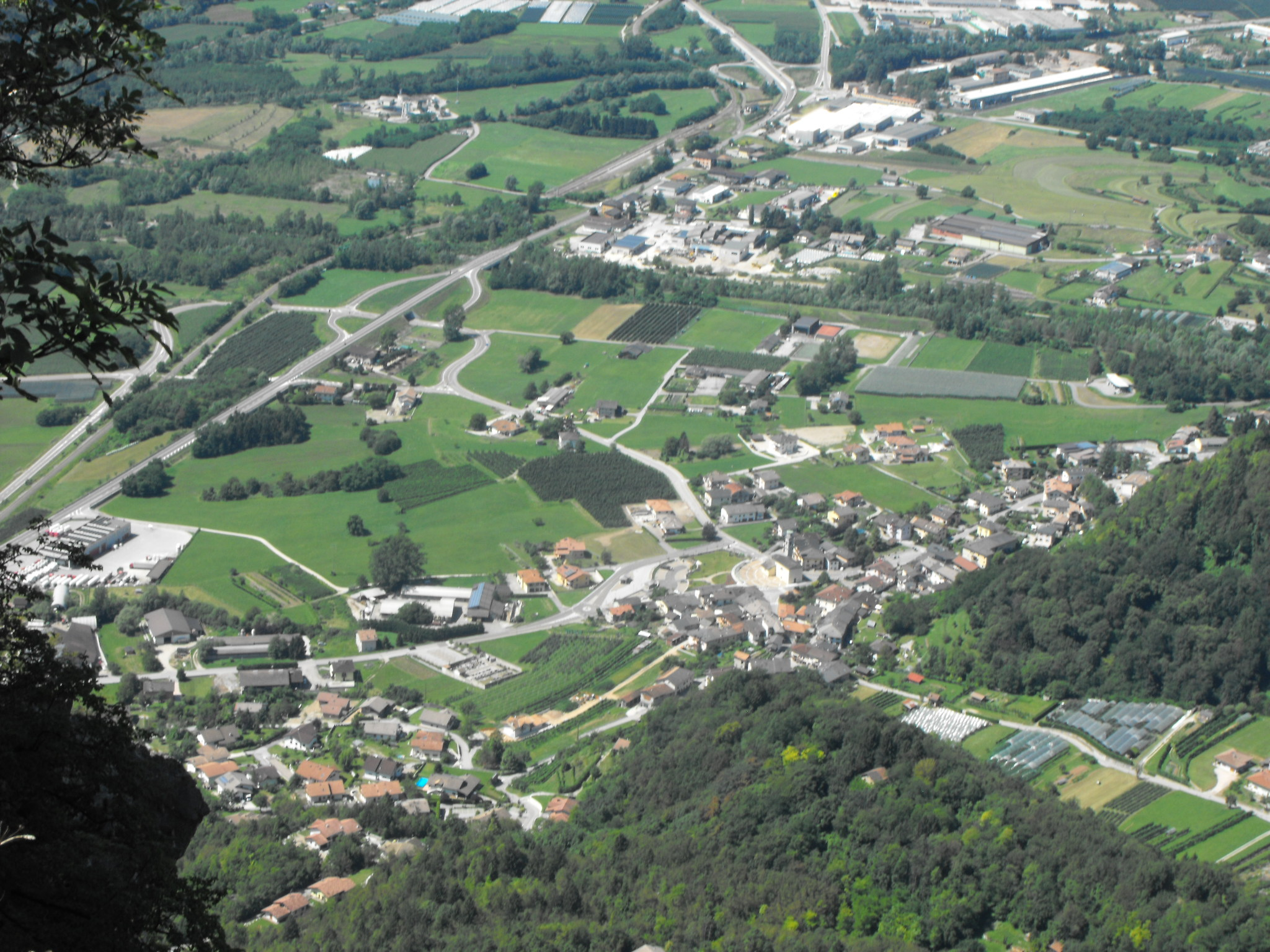
Panorama von Agnedo

Villa Agnedo (im Trentiner Dialekt: Vila e Gné) war bis 2015 eine nordostitalienische Gemeinde (comune) im Trentino in der Region Trentino-Südtirol. Die Gemeinde lag etwa 31,5 Kilometer östlich von Trient auf einer Höhe von 356 m.s.l.m., gehörte zur Comunità Valsugana e Tesino und grenzte unmittelbar an die Provinz Vicenza. Der Verwaltungssitz befand sich im Ortsteil Agnedo. Schutzpatrone von Villa Agnendo waren die Schutzmantelmadonna und Fabianus.
Am 1. Januar 2016 schloss sich Villa Agnedo mit den Gemeinden Strigno und Spera zur neuen Gemeinde Castel Ivano zusammen. Die Gemeinde Villa Agnedo hatte am 31. Dezember 2015 955 Einwohner auf einer Fläche von 14,1 km². Zu ihr gehörten die Fraktionen Agnedo, Oltrebrenta und Villa. Die Nachbargemeinden waren Asiago (VI), Castelnuovo, Ivano Fracena, Ospedaletto, Scurelle und Strigno.

## Verkehr
Durch das ehemalige Gemeindegebiet führt die Strada Statale 47 della Valsugana von Padua nach Trient. Der Bahnhof der Nachbargemeinde Strigno an der Bahnstrecke von Trient nach Venedig liegt im ehemaligen Gemeindegebiet.